# اسپینسو دل ری
اسپینسو دل ری (به اسپانیایی: Espinoso del Rey) یک شهرستان در اسپانیا است که در استان تولدو واقع شده‌است.

## خصوصیات
اسپینسو دل ری ۴۸ کیلومترمربع مساحت و ۵۸۸ نفر جمعیت دارد و ۷۲۳ متر بالاتر از سطح دریا واقع شده‌است.